# Rapid Transit Series
Rapid Transit Series (zkratka RTS) je série městských autobusů vyráběné společností General Motors. Současně je vyrábí společnost Millennium Transit Services pod značkou RTS Legend. Firma Millennium Transit Services vyráběla tyto RTS Legend autobusy od roku 2006 do roku 2009. V roce 2011 byla výroba odkoupena zpět. První model se objevil v roce 1977 jako vstupní model značky GMC. Model je zajímavý svým futuristickým designem podobném osobnímu autu, což jsou zakřivená karosérie a okna. Stal se tedy klasikou, i přes to, že modernější je jeho předchůdce GM New Look, který měl zakřivené čelní sklo, ale rovná skla a panely karoserie po bocích. Hodně dnešních autobusů jsou tedy vyráběny s rovnými bočními skly.
Společnost GMC prodala design a práva společnosti TMC (Transportation Manufacturing Corporation). Obě tyto společnosti se rozhodly u úřadu New York City Transit Authority tento model po městě zprovoznit. Firma TMC prodala patenty a design společnosti Nova Bus v roce 1994 a následně společnosti Massachusetts Bay Transportation Authority. Nova Bus modely vyráběla až do roku 2002, kdy opustila americký trh.
Výroba byla obnovena díky Millennium Transit Services, kteří se pokusili vyrábět autobusy ve verzích vysokých a nízkopodlažních. Avšak po neúspěších v prodeji firma ukončila výrobu modelu a opustila trh v roce 2009. V září 2011 společnost Millennium Transit Services na trh znovu vstoupila a oznámila, že představí svůj nejnovější model APTA Expo ve městě New Orleans. V budoucnu má firma představit model s délkou 12,95 metrů, což byl původní design.
Model RTS byl nabízen v délkách: 9,14 metrů, 10,67 metrů a 12,19 metrů. Byl modulárně zkonstruován, takže všechny součásti se měly dát použít pro všechny tři rozměry. Nejdelší z rozměrů, 12,19 metrů, měl kapacitu 47 sedících osob. Původně byl poháněn buď 6- nebo 8válcovým motorem Allison V730. V budoucnu mohou být modely poháněny motory Series 50 nebo Series 92.

## Výrobci

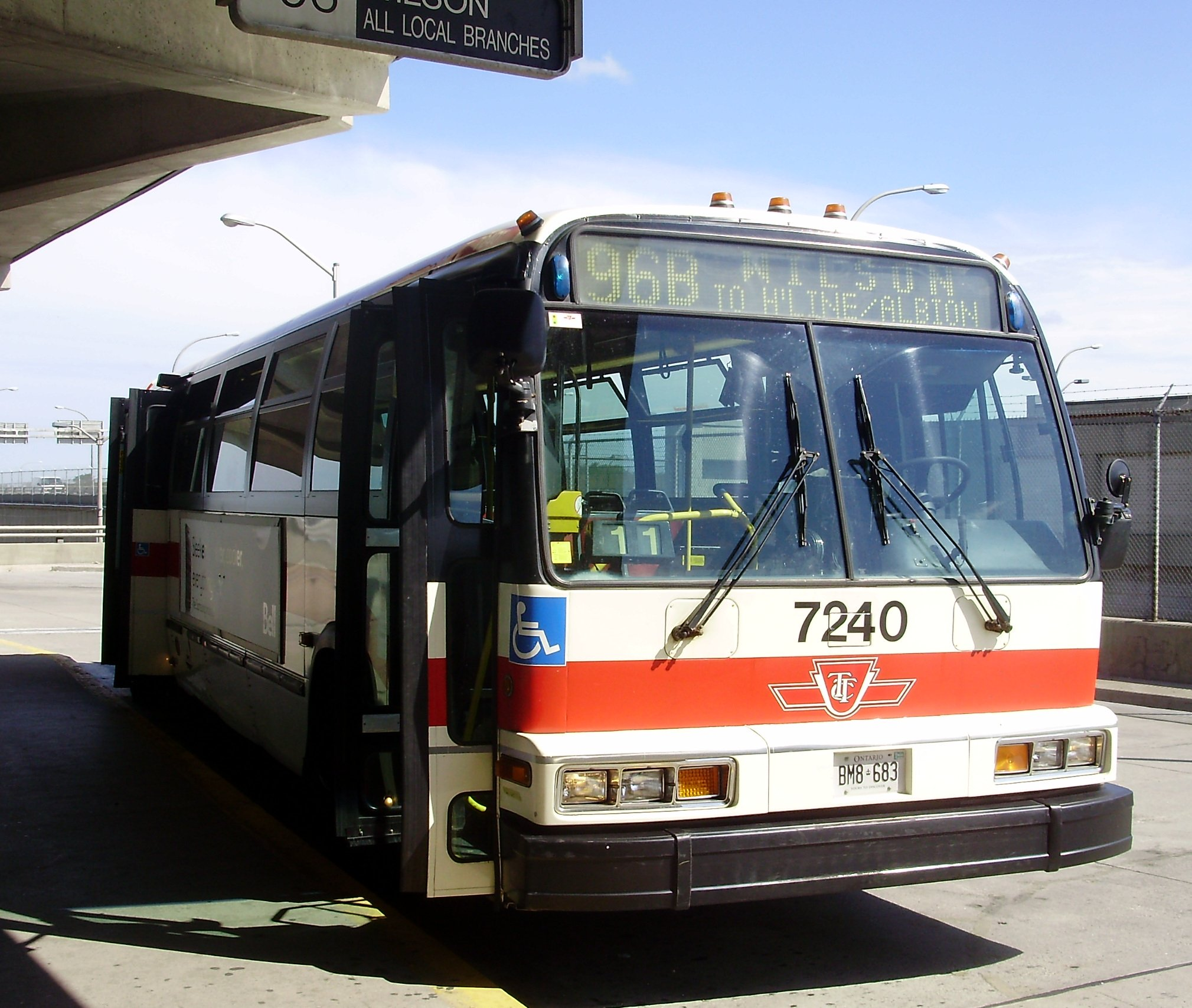
RTS WFD firmy Nova Bus

- General Motors – model RTS 1977–1987
- TMC – model RTS 1987–1994
- Nova Bus – model RTS 1994–2002
- Millennium Transit Services – model RTS Legend, Express, Extreme, Evolution 2003–2009
- Dupont Industries – rekonstruuje původní modely, nahrazuje RTS za Victoria